# Carlos de Valois
Carlos de Valois (12 de março de 1270 — 16 de dezembro de 1325) foi filho da França e patriarca da Casa de Valois. Era o quarto filho de Filipe III de França e Isabel de Aragão. Em 1284, foi criado conde de Valois (como Carlos I) por seu pai e, em 1290, recebeu o título de conde de Anjou de seu casamento com Margarida de Anjou.

## Biografia
Carlos nasceu em 1270 (provavelmente em 12 de março), no berço da família Capeto Era o quarto filho do rei Filipe III da França com sua primeira esposa, Isabel de Aragão, Carlos foi conde de Valois, de Alençon, de Chartres e do Perche; e, por seu primeiro casamento, conde d'Anjou e do Maine.
Ele foi filho, irmão, cunhado e genro de reis e rainhas (da França, de Navarra, da Inglaterra e de Nápoles), assim como, após sua morte, pai de um rei. Contudo, durante toda sua vida, ele sonhou e planejou ganhar uma coroa, embora sem sucesso.
Em 1284, o papa Martinho V reconheceu-o como rei de Aragão (sob vassalagem papal) como neto de Jaime I de Aragão, em concorrência com seu tio, Pedro III, que, após conquistar a ilha da Sicília, tornou-se inimigo do papado. Em 16 de Agosto de 1290, em Corbeil, Essone, Carlos se casou com Margarida de Anjou, filha do rei Carlos II de Nápoles, Sicília e Jerusalém, que era apoiado pelo Papa. Graças a esta cruzada contra Aragão, impelida por seu pai, ele pensou que ganharia um reino, mas não ganhou nada além da ridicularização ao ser coroado com um chapéu cardinalício, em 11 de junho de 1284, em Lers, na Catalunha, o que lhe rendeu o apelido de rei do chapéu. Ele nem se atreveu a usar o selo real feito para a ocasião e teve que desistir do título, o que fez em junho de 1295. Em recompensa, seu sogro lhe cedeu os condados de Anjou e do Maine, esperando obter a libertação de seus três filhos, que eram reféns de Afonso III de Aragão.
Sua maior habilidade era como comandante de batalha. Ele comandou em Flandres com distinção, em 1297. Seu irmão, Filipe IV, decidiu, bastante precipitadamente, a partir disto, que seu irmão poderia liderar uma campanha na Itália.

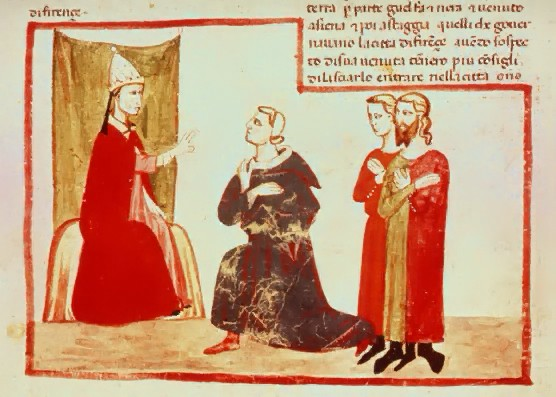
Carlos de Valois e o papa Bonifácio VIII.

Carlos então contemplava a coroa imperial e, em 18 de fevereiro de 1301, casou com Catarina de Courtenay, neta e herdeira do último imperador latino de Constantinopla, Balduíno II. Ele precisava da cumplicidade do Papa, o que obteve ao liderar um exército para ajudar seu antigo sogro Carlos II de Nápoles. Eleito vigário pontifical, perdeu-se no enredamento da política italiana, foi comprometido num massacre em Florença e em negócios financeiros ilegais, ganhou a Sicília, onde consolidou sua reputação como saqueador, e voltou para a França desacreditado, em 1302.
Carlos começou a ambicionar uma coroa novamente quando o imperador eleito Alberto de Habsburgo morreu, em 1308. Seu irmão Filipe IV o encorajou nisto, não desejando arriscar a si mesmo. A candidatura fracassou com a eleição de Henrique VII.
Em junho de 1308, Carlos casou-se com Matilde de Châtillon, filha de Guido III de Saint-Pol, e de Maria da Bretanha. Em 1311, liderou a delegação real para as conferências em Tournai com os flamengos; ali enfrentou Enguerrando de Marigny, que o eclipsou claramente. Carlos não o perdoou pela afronta e foi o opositor maior de Marigny após a morte de Filipe IV.
A morte prematura do filho de Filipe, Luís X, em 1316, deu a Carlos esperanças de um papel político, mas não pôde impedir o irmão de Luís, também chamado Filipe, de tomar a regência enquanto esperava para se tornar Filipe V. Com a morte dele, em 1324, ninguém considerou o conde de Valois como seu sucessor.
Em 1324, Carlos comandou com sucesso o exército de seu sobrinho Carlos IV, sucessor de Filipe V, em Guyenne.
Carlos morreu aos 55 anos, em Le Perray, Yvelines.

## Casamentos e descendência
- Margarida de Anjou (1274-1299), filha de Carlos II de Nápoles
  - Isabel de Valois (1292-1309), casou em 1297 com João III
  - Filipe VI, Rei de França (1293-1350); primeiro rei da Casa de Valois
  - Joana de Valois (ca.1294-1353), casou em 1305 com Guilherme III, Conde de Hainaut
  - Margarida de Valois (ca.1295-1342), casou em 1310 com Guy I de Châtillon (1290 - 1342), Conde de Châtillon e Blois.
  - Carlos II, Conde de Alençon (1297-1346), morre na batalha de Crécy, avô de Henrique IV de França.
  - Isabel de Valois (1292-1309)
  - Catarina de Valois (1299-?), morreu jovem
- Catarina de Courtenay, Imperatriz titular de Constantinopla (1275-1308)[7]
  - João, Conde de Chartres
  - Catarina II, Imperatriz titular de Constantinopla (1303-1346), casa com Filipe I de Taranto
  - Joana de Valois (1304-1363), casou em 1318 com Roberto III de Artois
  - Isabel de Valois (1306-1349), Abadessa de Fontevrault desde 1342.
- Matilde de Chatillon (1293-1358)[8]
  - Maria de Valois (1309-1328), casou em 1324 com Carlos da Sicília, Duque da Calábria
  - Isabel de Valois (1313-1383), casou com Pedro I, Duque de Bourbon
  - Branca de Valois (1317-1348), casou com Carlos IV, Imperador do Sacro Império
  - Luís de Valois, Conde de Alençon e de Chartres (1318-1325)